# 山口このみ
山口このみ（やまぐち このみ、1990年8月7日 - ）は。以前は宝映テレビプロダクションに所属していた日本の元・子役。埼玉県出身。 身長152cm、血液型O型。趣味は映画鑑賞と音楽鑑賞。
2016年5月3日放送のテレビ番組『バイキング』に出演した際に、13歳で芸能界を引退したことを公表した。
2017年10月に一般男性と結婚し、2018年12月に長女を出産。

## 出演

### テレビ番組

#### ドラマ
- ショムニ（2000年、フジテレビ系） - 井上桜 役
- ガッコの先生（2001年、TBS系） - 木下法子 役
- 武蔵 MUSASHI（2003年、NHK大河ドラマ） - あぐり 役

#### バラエティ
- やっぱりさんま大先生（1996年 - 2003年、フジテレビ系） - レギュラー

### 映画
- 偶然にも最悪な少年（2003年、東映） - カネシロナナコ（中学時代） 役
- 美しい夏キリシマ（2003年、パンドラ） - 石嶺波 役

### CM
- ハナマルキ
- PIZZA-LA
- 雪国まいたけ
- ワクイコーポレーション